# ستيفاني زوستاك
ستيفاني زوستاك (بالفرنسية: Stephanie Szostak)‏ (و. 1975 – م) هي ممثلة من فرنسا. ولدت في فرنسا.

## التعليم
تعلمت في كلية وليام أند ماري.

## وصلات خارجية
- ستيفاني زوستاك على موقع IMDb (الإنجليزية)
- ستيفاني زوستاك على موقع ميتاكريتيك (الإنجليزية)
- ستيفاني زوستاك على موقع روتن توميتوز (الإنجليزية)
- ستيفاني زوستاك على موقع قاعدة بيانات الأفلام العربية
- ستيفاني زوستاك على موقع ألو سيني (الفرنسية)
- ستيفاني زوستاك على موقع تيرنر كلاسيك موفيز (الإنجليزية)
- ستيفاني زوستاك على موقع أول موفي (الإنجليزية)
- ستيفاني زوستاك على موقع قاعدة بيانات الأفلام السويدية (السويدية)
- ستيفاني زوستاك على موقع قاعدة بيانات الفيلم (الإنجليزية)
- ستيفاني زوستاك على موقع كينوبويسك (الروسية)